# Macracanthorhynchose des Schweines
Die Macracanthorhynchose des Schweines ist eine Parasitose des Wild- und Hausschweines, die durch den Riesenkratzer (Macracanthorhynchus hirudinaceus) ausgelöst wird. Es handelt sich entsprechend um eine Acanthocephalose, also eine durch Kratzwürmer (Acanthocephala) bedingte Parasitenerkrankung.

## Der Erreger
Hauptartikel: Riesenkratzer
Der Riesenkratzer (Macracanthorhynchus hirudinaceus) erreicht eine Körperlänge von bis zu 70 Zentimeter, wobei die Weibchen immer deutlich größer werden als die Männchen. Er lebt als ausgewachsenes Tier als Darmparasit im Darm von Schweinen, kann jedoch auch in sehr seltenen Fällen den Menschen und Hunde infizieren. Als Zwischenwirte dienen vor allem Larven der Blatthornkäfer (Scarabaeidae) und der Laufkäfer (Carabidae), vor allem Mai-, Juni- oder Rosenkäfer.
Die nahe verwandte Art Macracanthorhynchus ingens, die vor allem in Waschbären und Füchsen parasitiert, kann sich dagegen nicht im Schwein etablieren. Die Überlebensdauer beträgt dabei maximal zwei Wochen und die Schäden sind meist nur oberflächlicher Natur.

## Infektion
Die Infektion mit den infektiösen Larvenstadien, den Cystacanthen, erfolgt auf der Weide durch die Aufnahme von mit den Larven befallenen Käferlarven und Käfern als Nahrung (oral-alimentäre Infektion). Dabei spielen vor allem die Engerlinge von den benannten Arten eine wichtige Rolle, wobei das Artenspektrum der infizierten Zwischenwirte regional sehr unterschiedlich ist. Da es sich bei den Zwischenwirten in der Regel um Arten mit einem sehr langen Entwicklungszeitraum handelt (beim Maikäfer etwa vier Jahre), sind infizierte Larven für einen sehr langen Zeitraum als Erregerdepot relevant.

## Symptome
Die Infektion mit dem Riesenkratzer führt bei Schweinen im Regelfall nicht zu erkennbaren Krankheitserscheinungen, da meistens nur sehr wenige Parasiten in einem Wirt leben und dort keine weitere Vermehrung stattfindet. Bei stärkeren Infektionen können vor allem bei jüngeren Schweinen Entwicklungsstörungen durch Mangelernährung, Blutarmut (Anämie), Durchfall, Fressunlust und Schmerzreaktionen auftauchen.
Im Darm bohrt sich der Kratzer mit Hilfe des hakenbewehrten Rüssels tief in das Muskelgewebe des Dünndarm, die Tunica muscularis, ein und verhakt sich dort. Durch diesen mechanischen Vorgang kommt es zu starken Blutungen (Hämorrhagien), einer Erhöhung der Anzahl eosinophilen Granulozyten im Blut zur Parasitenabwehr (Eosinophilie) und zu einer Erhöhung des Bindegewebswachstums (Bindegewebsproliferation) im Bereich des angegriffenen Darmbereichs, der dann bereits äußerlich aufgrund der knöpfchenartigen Verdickung erkennbar ist.

## Diagnose
Die Diagnose eines Befalls mit dem Riesenkratzer erfolgt über eine Analyse des Schweinekots, der bei infizierten Tieren die einfach zu identifizierenden Eier des Parasiten enthält. Bei toten Schweinen kann zudem der adulte Wurm im Darm gefunden und sicher bestimmt werden.

## Behandlung und Prävention
Eine gezielte Behandlung durch chemische Präparate beim Riesenkratzer ist kaum etabliert und im Regelfall auch nicht notwendig, da der Regelbefall weder wirtschaftliche noch veterinärmedizinische Konsequenzen hat. Im Fall eines starken Befalls bei Jungschweinen können verschiedene Wirkstoffe eingesetzt werden, darunter vor allem Mehrfachbehandlungen mit Makrocyclischen Lactonen wie Ivermectin, bei dem für eine siebentägige Behandlung von täglich 0,1 bis 0,2 mg pro Kilogramm Körpergewicht ein Abgang von 86 bis 100 % der Kratzwürmer nachgewiesen ist. Im Fall einer akuten Bauchfellentzündung ist eine Behandlung nicht mehr möglich.
Als präventive Maßnahmen können vor allem die Reduzierung der Zwischenwirte sowie die Verlagerung der Haltung von der Weidehaltung auf die Stallhaltung benannt werden; beide haben dazu geführt, dass in Mitteleuropa der Befall mit dem Riesenkratzer stark zurückgegangen ist und heute als nicht mehr existent angesehen wird.

## Epidemiologie
Die Macracanthorhynchose des Hausschweines ist vor allem in Ländern und Regionen anzutreffen, in denen Schweine in offener Weidehaltung gehalten werden. In den meisten Regionen Mitteleuropas, in denen Schweinehaltung heute als intensive Stallhaltung betrieben wird, kommt sie dagegen nicht vor. International ist die Macracanthorhynchose eine sehr häufig anzutreffende Parasitose.

## Belege

### Zitierte Belege
Die Informationen dieses Artikels entstammen zum größten Teil den unter Literatur angegebenen Quellen, darüber hinaus werden folgende Quellen zitiert:
1. ↑  Survival of Macracanthorhynchus Ingens in Swine and Histopathology of Infection in Swine and Raccoons. The Journal of Parasitology 72 (2), 1986; Seiten 306–314(Abstract)